# Niki (roman)
Niki je psihološki roman Bogdana Novaka, ki je izšel leta 2004 pri Založbi Miš.

## Vsebina
Roman je prvoosebna pripoved, v kateri sledimo pripovedovalčevemu toku misli, pomešanimi z mladostnimi spomini. Pripovedovalec in hkrati osrednja oseba dogajanja je šestdesetletni Nikolaj Pavletič (Niki), ki je v okolju, ki ga obdaja, označen kot čudak, posebnež. Niki tekoče bere in razume oseminštirideset jezikov, časnike prebira do črke natančno, s svojimi vlaganji ustvarja profit na borzi vrednostnih papirjev. Za domače norec, za strokovno osebje v umobolnici pacient z osebnostno motnjo, v očeh bralca pa trmast, vztrajen mož, ki se je za dosego zastavljenega cilja pripravljen soočiti z za druge nepredstavljivimi izzivi in tveganji.
Rdeča nit Nikijeve pripovedi se povezuje z znamenitim Fabijanijevim pohištvom, družinsko posebnostjo in dragocenostjo, na katerega je Niki že od mladosti dalje nadvse navezan. Ko svakinja Marinella prepriča Nikijevega očeta, da omenjeno pohištvo preda njej, je Niki pripravljen tvegati marsikaj, da ga dobi nazaj. 

## Izdaje in prevodi
- Slovenski izvirnik iz leta 2004 (COBISS)